# Varietätenlinguistik
Die Varietätenlinguistik ist eine Teildisziplin der Soziolinguistik innerhalb der angewandten Linguistik und befasst sich mit den vielfältigen Formen beziehungsweise Variationen innerhalb einer natürlichen Sprache. Sie versucht hierbei die unterschiedlichen Varietäten mit außersprachlichen Faktoren wie Alter, Geschlecht oder sozialer Zugehörigkeit in Beziehung zu setzen und betrachtet auch den Wandel des Sprachgebrauchs, beispielsweise die Entstehung einer Dachsprache.

## Stellung der Varietätenlinguistik in der Sprachwissenschaft
Die Forschung der Varietätenlinguistik wird in den Mikrobereich der soziolinguistischen Forschung eingegliedert, wo ihr Schwerpunkt auf dem Gebrauch und der Funktion von -lekten (wie Dialekten, Soziolekten und Regiolekten) liegt.

## Forschungsfelder und -ziele
Varietätenlinguistik ist eine synchron, also mit Blick auf die Gegenwartssprache, arbeitende Wissenschaft, die Sprache mit dem Ziel untersucht, Unterschiede und Gründe für diese Unterschiede innerhalb einer Sprache herauszuarbeiten, also warum bestimmte Sprecher spezifische Variationen verwenden oder über diese verfügen.
Es wird zwischen sozialen Varietäten wie zum Beispiel Jugendsprache oder Genderlekt und funktionalen Varietäten wie zum Beispiel Fachsprache, Unternehmenssprache oder Werbesprache unterschieden.

## Geschichte
Nach der Entwicklung der Soziolinguistik in den späten 1960er und frühen 1970er Jahren, die damals ihren Schwerpunkt in erster Linie auf der Sprachbarrierenforschung hatte, bildete sich mit anderer Schwerpunktsetzung unter besonderem Einfluss des US-amerikanischen Linguisten William Labov die Varietätenlinguistik heraus. Diese betrachtet zunächst das Vorhandensein von Variation als typisches Merkmal der sprachlichen Kommunikation und zieht erst zu deren Erklärung soziologische Kriterien heran.